# Elvin Hayes
Elvin Ernest Hayes (Rayville, Luisiana, 17 de noviembre de 1945) es un exjugador de baloncesto estadounidense que destacó en la década de los 70 y está considerado uno de los más grandes jugadores tanto a nivel universitario como profesional. Disputó 16 temporadas en la NBA y con 2,06 metros de altura jugaba en la posición de ala-pívot. Su apodo fue el de "The Big E".

## Trayectoria deportiva

### Universidad

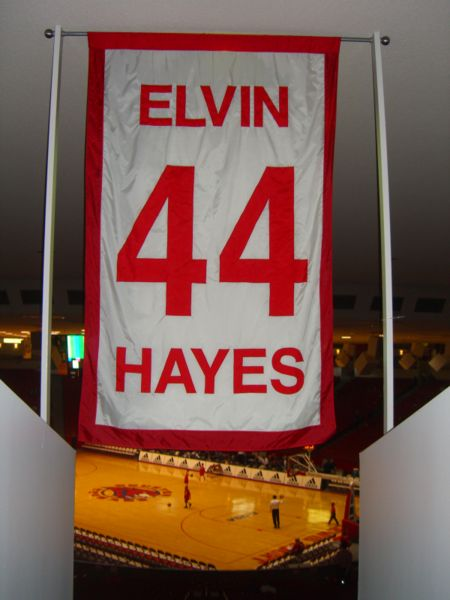
Uno de los cuatro números retirados por la Universidad de Houston.

Disputó la liga universitaria, entre 1966 y 1968, con los Cougars de la universidad de Houston. En esas tres temporadas promedió unas escalofriantes estadísticas de 31.0 puntos y 17,2 rebotes. Su mejor partido lo disputó el 20 de enero de 1968. Ese día se enfrentaban a los Bruins de UCLA, liderados por Lew Alcindor, que una vez convertido al islamismo cambió su nombre por el de Kareem Abdul Jabbar. Fue la primera vez que se retransmitía un encuentro universitario por televisión a todo Estados Unidos. Se disputó en el Houston Astrodome, y batió el récord de asistencia de público con 52,693 personas viendo el encuentro en directo. Hayes anotó 39 puntos y cogió 15 rebotes, dejando a la estrella rival, Alcindor, en 15 puntos. Houston ganó 71-69, y ese partido fue vital para que Hayes consiguiera ese año el título de Jugador del año. Ese partido está considerado por muchos como el partido del siglo, ya que además, rompía una impresionante racha de UCLA de 47 partidos sin perder.
Fue, junto a Don Chaney, el primer jugador afroamericano de la Universidad de Houston.

### NBA
A pesar de que fue elegido en el Draft de la ABA de 1968 por los Houston Mavericks, también fue elegido en la primera posición del draft de la NBA por los San Diego Rockets en 1968, con los que decidió jugar. En su primera temporada consiguió anotar, en un partido contra Detroit Pistons, 54 puntos, y acabó la misma con un promedio de 28,4 puntos y 17,1 rebotes, lo que le valió para entrar el quinteto ideal de novatos de ese año. Sorprendentemente, el título de Rookie del año se lo llevó Wes Unseld, con unas peores estadísticas, pero que también obtuvo el MVP de la liga. Curiosamente ambos fueron compañeros de equipo años después, cuando Hayes fue traspasado a los Baltimore Bullets, logrando entre los dos llevar a su equipo a tres finales de la NBA, ganando el título en la temporada 1977-78.
Acabó su carrera donde empezó, en los Rockets, ya establecidos en la ciudad de Houston. En sus 16 años como profesional promedió 21 puntos y 12,5 rebotes por partido. Además, el total de minutos que jugó fue de exactamente 50.000, repartidos en 1.303 partidos.

## Estadísticas de su carrera en la NBA
|  | Campeones de la NBA |
|  | Líder de la liga    |

### Temporada regular
| Año      | Equipo     | PJ   | PT | MPP  | %TC  | %3P  | %TL  | RPP  | APP | ROB | TPP | PPP  |
| -------- | ---------- | ---- | -- | ---- | ---- | ---- | ---- | ---- | --- | --- | --- | ---- |
| 1968-69  | San Diego  | 82   | -  | 45.1 | .447 | -    | .626 | 17.1 | 1.4 | -   | -   | 28.4 |
| 1969-70  | San Diego  | 82   | -  | 44.7 | .452 | -    | .688 | 16.9 | 2.0 | -   | -   | 27.5 |
| 1970-71  | San Diego  | 82   | -  | 44.3 | .428 | -    | .672 | 16.6 | 2.3 | -   | -   | 28.7 |
| 1971-72  | Houston    | 82   | -  | 42.2 | .434 | -    | .649 | 14.6 | 3.3 | -   | -   | 25.2 |
| 1972-73  | Baltimore  | 81   | -  | 41.3 | .444 | -    | .671 | 14.5 | 1.6 | -   | -   | 21.2 |
| 1973-74  | Capital    | 81   | -  | 44.5 | .423 | -    | .721 | 18.1 | 2.0 | 1.1 | 3.0 | 21.4 |
| 1974-75  | Washington | 82   | -  | 42.3 | .443 | -    | .766 | 12.2 | 2.5 | 1.9 | 2.3 | 23.0 |
| 1975-76  | Washington | 80   | -  | 37.2 | .470 | -    | .628 | 11.0 | 1.5 | 1.3 | 2.5 | 19.8 |
| 1976-77  | Washington | 82   | -  | 41.0 | .501 | -    | .687 | 12.5 | 1.9 | 1.1 | 2.7 | 23.7 |
| 1977-78  | Washington | 81   | -  | 40.1 | .451 | -    | .634 | 13.3 | 1.8 | 1.2 | 2.0 | 19.7 |
| 1978-79  | Washington | 82   | -  | 37.9 | .487 | -    | .654 | 12.1 | 1.7 | .9  | 2.3 | 21.8 |
| 1979-80  | Washington | 81   | -  | 39.3 | .454 | .231 | .699 | 11.1 | 1.5 | .8  | 2.3 | 23.0 |
| 1980-81  | Washington | 81   | -  | 36.2 | .451 | .000 | .617 | 9.7  | 1.2 | .8  | 2.1 | 17.8 |
| 1981-82  | Houston    | 82   | 82 | 37.0 | .472 | .000 | .664 | 9.1  | 1.8 | .8  | 1.3 | 16.1 |
| 1982-83  | Houston    | 81   | 43 | 28.4 | .476 | .500 | .683 | 7.6  | 2.0 | .6  | 1.0 | 12.9 |
| 1983-84  | Houston    | 81   | 4  | 12.3 | .406 | .000 | .652 | 3.2  | .9  | .2  | .3  | 5.0  |
| Total    | Total      | 1303 | ?  | 38.4 | .452 | .147 | .670 | 12.5 | 1.8 | 1.0 | 2.0 | 21.0 |
| All-Star | All-Star   | 12   | 4  | 22.0 | .403 | 0    | .647 | 7.7  | 1.4 | .4  | .5  | 10.5 |

### Playoffs
| Año   | Equipo          | PJ | PT | MPP  | %TC  | %3P | %TL  | RPP  | APP | ROB | TPP | PPP  |
| ----- | --------------- | -- | -- | ---- | ---- | --- | ---- | ---- | --- | --- | --- | ---- |
| 1969  | San Diego       | 6  | –  | 46.3 | .526 | –   | .660 | 13.8 | 0.8 | –   | –   | 25.8 |
| 1973  | Baltimore       | 5  | –  | 45.6 | .505 | –   | .697 | 11.4 | 1.0 | –   | –   | 25.8 |
| 1974  | Capital Bullets | 7  | –  | 46.1 | .531 | –   | .707 | 15.9 | 3.0 | 0.7 | 2.1 | 25.9 |
| 1975  | Washington      | 17 | –  | 44.2 | .468 | –   | .677 | 10.9 | 2.2 | 1.5 | 2.3 | 25.5 |
| 1976  | Washington      | 7  | –  | 43.6 | .443 | –   | .582 | 12.6 | 1.4 | 0.7 | 4.0 | 20.0 |
| 1977  | Washington      | 9  | –  | 45.0 | .428 | –   | .695 | 13.6 | 1.9 | 1.1 | 2.4 | 21.0 |
| 1978  | Washington      | 21 | –  | 41.3 | .491 | –   | .594 | 13.3 | 2.0 | 1.5 | 2.5 | 21.8 |
| 1979  | Washington      | 19 | –  | 41.4 | .429 | –   | .669 | 14.0 | 2.0 | 0.9 | 2.7 | 22.5 |
| 1980  | Washington      | 2  | –  | 46.0 | .390 | –   | .800 | 11.0 | 3.0 | 0.0 | 2.0 | 20.0 |
| 1982  | Houston         | 3  | –  | 41.3 | .340 | –   | .533 | 10.0 | 1.0 | 0.7 | 3.3 | 14.0 |
| Total | Total           | 96 | ?  | 43.3 | .464 | –   | .652 | 13.0 | 1.9 | 1.1 | 2.6 | 22.9 |

## Logros personales
- En 16 temporadas nunca se perdió más de dos partidos en ninguna de ellas.
- Elegido en el mejor quinteto de novatos en 1969.
- Elegido en 3 ocasiones en el mejor quinteto de la NBA.
- 1 vez Máximo anotador de la NBA en 1969.
- 2 veces Máximo reboteador en 1970 y 1974.
- Miembro del Basketball Hall of Fame desde 1990.
- Elegido uno de los 50 mejores jugadores de la historia de la NBA en 1996.
- Elegido en el Equipo del 75 aniversario de la NBA en 2021.
- Su camiseta con el número 44 será retirada por los Houston Rockets el 18 de noviembre de 2022.[1]